# گالاراته
شهر  گالاراته (به ایتالیایی: Gallarate) با جمعیت ۵۰٬۱۵۶ نفر  در ناحیه لمباردی در کشور ایتالیا واقع شده‌است.